# Carlo Delbosq
Carlo Delbosq (Den Haag, 25 augustus 1953) is een Nederlands grafisch ontwerper en regisseur.

## Loopbaan
Delbosq volgde zijn opleiding grafisch ontwerpen aan de Koninklijke Academie in Den Haag en daarna de Academie voor Beeldende Kunsten in Rotterdam. Aan het einde van zijn studie liep hij stage bij de grafische afdeling van de NOS. Hier kwam hij in contact met Frans Lasès en Ron van Roon. Hij raakte toen geïnteresseerd om grafische vormgeving en bewegend beeld te combineren. Zijn eerste opdracht was de vormgeving voor het tv-programma Opsporing verzocht. Ed Braad ontwierp hierbij de leader. Samen met Frans Lasès en Ron van Roon ontwierp hij het nieuwe VARA-logo. Eind jaren tachtig maakte hij samen met Ronald Vierbergen de nieuwe huisstijl voor het NOS-journaal. Stephen Emmer componeerde hiervoor de muziek. Daarnaast regisseerde hij samen met Marian Zanen de documentaire Tsin yin man yu, duizend karakters. Later regisseerde hij ook de documentaires Dag en nacht, Cafe Willy, Over ons vielen hete aarde en scherven en Cascade. Zijn laatste film gaat over zijn grootouders die circusartiesten waren in Duitsland.
Begin jaren 00 ontwikkelde hij voor de Nederlandse Moslim Omroep het programma De Dialoog, dat werd gepresenteerd door Nazmiye Oral, Naïma Azough en Radi Suudi. In het programma werden verschillende bekende Nederlanders geïnterviewd. In 2007 produceerde hij ter gelegenheid van de 5 mei viering het programma Leven in Vrijheid.